# 桜木まな美
桜木 まな美（さくらぎ まなみ、1994年9月17日 - ）は、日本のグラビアタレント、モデル、プロレスラー。ミス東スポ2017グランプリ。中国生まれ日本育ち。元アルファ・ジャパンプロモーション所属。

## 来歴
父が日本人、母が中国人のハーフ。当初は本名のホンメイ（Hong Mei）としてデビュー。上海生まれ、横浜育ちであるが媒体によっては神奈川県出身としている。
初仕事は矢口壹琅20周年記念ライブ『美女と野獣』。矢口からオリジナル曲「オーロラ」を提供され歌唱した。ホンメイ名義の時期には「iPad尻アイドル」として売り出していた。
2015年11月25日、芸名が「運命的に凶」と占いで判断されたため、「桜木まな美」と改名。「桜の木のように世界から愛される美しさ」という意味が込められている。
WBA女子世界ライトミニマム級タイトルマッチなどでラウンドガールを経験。
2016年、ミス東スポ2017にエントリー。同年12月9日にミス東スポグランプリに輝いた。
2017年2月18日、千葉・BlueFieldで開催される、「神姫楽プロジェクト」での愛あまね戦でプロレスラーとしてデビュー。事務所の先輩である大仁田が指導した。4月16日、「神姫楽プロジェクト」での道江まり戦ではグランドコブラツイストで勝利。
2017年5月15日、アルファ・ジャパンプロモーションからの退所をブログで報告した。7月イメージ一新のため改名し、ここでは非公開とする。

## 人物
趣味はサバゲー。同じ事務所に大仁田厚、ザ・グレート・サスケが所属していることもありプロレスに縁があり観戦頻度は多い。事務所に入った2013年から3年連続、会長に連れられプロレスで年明けを迎えている。2016年1月14日、アップルスタープロレスではザ・グレート・サスケと地球防衛軍を結成し、アクア新渡戸らとともに迷彩服でセコンドについた。のちにザ・グレート・サスケが主催する同名のサバイバルゲームチームにも入隊している。
2017年からは好きが高じてプロレスの練習に取り組んでいる。
℃-ute・鈴木愛理とは日出高校の同級生。

## 出演

### テレビ
- 「東京オーディション（仮）」（2016年7月 – 10月、TOKYO MX）

### 映画
- 「スケバン料理人マリー」（2014年、監督：小泉剛）
- 「Tokyo Loss」（2018年、監督：田中壱征） – 若葉ひなの 役

### オリジナルビデオ
- 「蝶戦士ピンクフューリーS」（2014年11月28日、ZENピクチャーズ） – 鮎川リオ 役
- 「セクシャルダイナマイトヒロイン04　マジカルセーラーナイト　サファイア」（2015年1月28日、ZENピクチャーズ） – サファイヤ/乃亜 役
- 「ザ・地獄麻雀」（2017年6月2日、ネクスタシーEX）[18]

### イメージビデオ
- 「ハツドリ/ホンメイ」（2014年4月25日、グラッソ）

### イベント
- 「ザ・グレート・サスケ　トークライブ Vol.6」『闇に包まれた世界の日本の陰謀が暴かれる』（2014年4月16日、新宿ロフトプラスワン）－ＭＣ
- 「ザ・グレート・サスケ　トークライブ Vol.7」『さらばさらばビッグダデイ 五十路記念』（2015年4月14日、新宿ロフトプラスワン） – MC
- 「ザ・グレート・サスケ　トークライブ Vol.8」『テレビで言えない話もするぞ　中村ゆうじ』（2016年6月20日、新宿ロフトプラスワン）－ＭＣ